# Teorema de Jordan-Schönflies
En topología geométrica, el teorema de Jordan–Schönflies, o simplemente el teorema de Schönflies es una generalización del teorema de la curva de Jordan.

## Enunciado
El teorema señala que cualquier curva cerrada simple del plano no sólo divide el plano en dos regiones, una acotada (la interna), y otra no acotada (la externa) (como afirma el teorema de la curva de Jordan), sino que además estas regiones son homeomorfas, respectivamente, al interior y el exterior con un círculo. De manera más precisa: Dada cualquier curva cerrada simple del plano, existe una transformación continua biyectiva con inversa continua del plano en sí mismo, de modo de que la curva se vuelva una circunferencia (las regiones interna y externa de la curva se convertirían en las de la circunferencia).
Tal teorema es válido sólo en el caso de dos dimensiones. En tres dimensiones existen contraejemplos, como la esfera cornuda de Alexander. Aunque es homeomorfa a una esfera y divide el espacio en dos regiones, estas no son homeomorfas al interior y el exterior de una esfera normal.

## Generalizaciones
Existe una generalización para más dimensiones, gracias a Morton Brown, e independientemente a Barry Mazur y Marston Morse, que también es llamado el Teorema de Schönflies. Dice que si una esfera (n − 1)-dimensional S está incrustada dentro de una esfera n-dimensional Sn de una manera localmente plana, entonces el par (Sn, S) es homeomorfo al par (Sn, Sn−1), donde Sn−1 es el ecuador de la n-esfera. Brown y Mazur recibieron el Premio Oswald Veblen en Geometría por sus contribuciones.